# توماس ويليام بارسونز
توماس ويليام بارسونز (بالإنجليزية: Thomas William Parsons)‏ هو طبيب أسنان وشاعر أمريكي، ولد في 18 أغسطس 1819 في بوسطن في الولايات المتحدة، وتوفي في 3 سبتمبر 1892 في Scituate, Massachusetts ‏ في الولايات المتحدة.